# Данія на зимових Олімпійських іграх 1988
Данія на зимових Олімпійських іграх 1988 року, які проходили у канадському місті Калгарі, була представлена 1 спортсменом, фігуристом Ларс Дреслер. Данія вшосте взяла участь у зимових Олімпійських іграх та вперше після 20-річної перерви. Жодних медалей країна на цій Олімпіаді не завоювала.

## Фігурне катання
Чоловіки
| Спортсмен    | Обов'язкова програма | Коротка програма | Довільна програма | Сума балів | Місце |
| ------------ | -------------------- | ---------------- | ----------------- | ---------- | ----- |
| Ларс Дреслер | 14                   | 12               | 15                | 28.2       | 14    |